# 神余氏
神余氏（かなまりし）は、中世に安房国安房郡に勢力を持った豪族。金鞠、金摩利とも書く。
とも書く。

## 概略
坂東平氏の平忠通末裔とする説があるが、太田亮はこれを仮冒と斥けている。
平安時代末には、安西氏・丸氏とともに安房国衙の「在庁両三輩」と称される有力な在庁官人として現れる。城地は平田にあったという。その後は鎌倉幕府御家人となって安房郡司に任じられたといわれるように、郡内における有力者の地位を保持した。室町時代には支配領域を神余郡と称するに至ったが、室町時代中期の当主神余景貞は家臣の山下氏によって殺され、以後は同郡を山下郡と称したという。